# Ligne de tramway N (SNCV Groupe de Gand Rabot)
 (juillet 2025).
Si vous disposez d'ouvrages ou d'articles de référence ou si vous connaissez des sites web de qualité traitant du thème abordé ici, merci de compléter l'article en donnant les références utiles à sa vérifiabilité et en les liant à la section « Notes et références ».
La ligne N est une ancienne ligne du tramway vicinal de Gand, exploitée par la Société nationale des chemins de fer vicinaux (SNCV). Elle reliait Gand à Nevele entre 1909 et 1959. À l’origine, la ligne se prolongeait jusqu’à Ruiselede, mais cette section, restée non électrifiée, fut supprimée en 1953.

## Historique
La ligne est mise en service le 6 juin 1909 entre Gand Rabot et Tronchiennes, en traction vapeur. Elle est exploitée par la société anonyme des Tramways urbains et vicinaux (TUV), sans indice de ligne initialement.
Les extensions successives sont :
- 15 octobre 1910 : vers Tronchiennes Baarle ;
- 20 novembre 1910 : vers Leerne-Saint-Martin ;
- 26 décembre 1910 : vers Vosselare ;
- 28 janvier 1911 : vers le dépôt de Nevele ;
- 29 février 1912 : jusqu’à Ruiselede.

En 1919, l’exploitation est reprise par la SNCV.

## Électrification et modernisation
- 5 avril 1931 : électrification de la section Gand Rabot – Tronchiennes Maison communale. Le reste de la ligne reste exploité en traction autonome.
- 3 mai 1931 : attribution de l’indice N ; création d’une nouvelle section vers la gare de Gand-Saint-Pierre, via Gand Spaelaan et les voies de la ligne Z.
- 6 décembre 1931 : électrification jusqu’à Tronchiennes Baarle.
- 14 février 1932 : électrification jusqu’à Vosselare.
- 20 mars 1932 : électrification jusqu’au dépôt de Nevele.

## Fermeture progressive
- 8 août 1953 : suppression de la section non électrifiée entre Nevele Dépôt et Ruiselede.
- 3 octobre 1954 : suppression de la section Nevele Dépôt – Nevele Canal.
- 30 mai 1959 : suppression complète de la ligne, en même temps que plusieurs autres lignes vicinales de la région de Gand.

## Contexte et importance
La ligne N faisait partie du vaste réseau vicinal belge, qui a joué un rôle crucial dans la desserte des zones rurales et périurbaines. Le réseau vicinal belge, géré par la SNCV, atteignait plus de 4 800 km à son apogée dans les années 1950. Il permettait de relier les petites localités aux grandes villes, facilitant le transport des personnes, des marchandises et des produits agricoles.